# Schizobothrus flavovittatus
Schizobothrus flavovittatus är en insektsart som beskrevs av Sjöstedt 1921. Schizobothrus flavovittatus ingår i släktet Schizobothrus och familjen gräshoppor. Inga underarter finns listade i Catalogue of Life.